# Gilbert Arenas
Pour les articles homonymes, voir Arenas.
Gilbert Arenas, né le 6 janvier 1982 à Tampa en Floride, est un joueur américain de basket-ball évoluant au poste de meneur. Il mesure 1,93 m pour 98 kg. Arenas est surnommé « Agent Zero », en référence à son ancien numéro de maillot.

## Biographie

### Carrière sportive
Après un cursus universitaire à l'Université d'Arizona, Gilbert Jay Arenas Jr. est drafté en 2001 en 31e position par les Warriors de Golden State. Il décide de porter le numéro 0, le numéro faisant allusion au nombre de minutes de jeu que la plupart des experts le croyaient capable de jouer en NBA. Il termine sa saison de rookie avec 10,9 points de moyenne.
L'année suivante, il marque en moyenne 18,3 points ce qui lui permet d'être élu joueur ayant le plus progressé en 2003. Cet été-là, il devient agent libre et signe un contrat avec les Wizards de Washington.
Arenas est à ce moment considéré comme le joueur principal des Wizards. En 2005, les Wizards remportent la série de playoffs qui les oppose aux Bulls de Chicago et accèdent ainsi pour la première fois au second tour des playoffs depuis que la franchise a adopté ce nom.
Ses performances lors de la saison 2005-2006 lui valent une deuxième participation au All-Star Game et conduisent son équipe en playoffs. Mais les Wizards sont battus par les Cavaliers de Cleveland de LeBron James dès le premier tour.
En 2007, une troisième sélection au All-Star Game, cette fois en tant que titulaire fait désormais d'Arenas une des plus grandes stars de la NBA. Caron Butler qui évolue lui aussi à Washington est également sélectionné pour jouer le match des étoiles.
Arenas est connu pour la fiabilité de son tir à longue distance, il est en effet un très bon tireur à 3 points.
Son record personnel sur un match est de 60 points. Performance réalisée le 17 décembre 2006 sur le parquet des Lakers de Los Angeles. Il s'agit également du record de sa franchise.
Il signe une prolongation de contrat de 6 ans pour 111 millions de dollars avec Washington durant l'été 2008.
Victime d'une grave blessure au ligament du genou à la fin de la saison 2006-2007, Arenas ne peut participer aux playoffs avec Washington. Il ne dispute que treize rencontres lors de la saison 2007-2008 et aucune durant la saison régulière 2008-2009 en raison de trois opérations successives au genou l'espace de dix-huit mois. Il fait son retour sur les parquets le 28 mars 2009 avec un double-double (15 points et 10 passes décisives).
Au camp d'entraînement du début de saison 2010-2011, il reprend du service avec son club en dépit des nombreuses rumeurs de transfert le concernant et déclare vouloir servir son équipe, se ranger derrière le meneur prometteur fraîchement arrivé John Wall.
Le 18 décembre 2010, il est échangé contre Rashard Lewis au Magic d'Orlando.
Le 9 décembre 2011 le Magic souhaitant libérer de la masse salariale décide de couper Gilbert Arenas dans le cadre de l’amnesty clause, possibilité offerte depuis l'accord entre les propriétaires et les joueurs de NBA en 2011 permettant à une franchise de se séparer d'un joueur, le joueur touchant toutefois le salaire qui lui est du. L’ancien « Agent Zero » des Wizards de Washington quitte donc la Floride avec un chèque de 60 millions de dollars après seulement un an passé à Orlando.
Le 20 mars 2012, alors qu'il n'avait pas réussi à s'engager dans un club depuis le début de la saison, il est engagé par les Grizzlies de Memphis jusqu'à la fin la fin de la saison.
En novembre 2012, il signe un contrat avec les Shanghai Sharks, club de première division chinoise.
En 2025, Netflix consacre un épisode de la série documentaire : L'Envers du sport nommé « Tirs en suspension » (Untold: Shooting Guards en anglais, saison 5 épisode 1) sur les faits.

## Affaires judiciaires

### Possession d'arme à feu
Le 21 décembre 2009, quatre armes à feu sont retrouvées dans son vestiaire des Wizards à la suite d'une rixe avec Javaris Crittenton, l'un de ses coéquipiers. Les deux joueurs auraient chacun sorti une arme à feu lors d'une dispute autour d'une dette de jeu, un récit qualifié de très exagéré par le joueur, qui qualifie les faits de « mauvaise blague ». Gilbert Arenas explique avoir entreposé ces armes dans son vestiaire, sans chargeur ni munition, parce qu'il ne voulait plus les garder chez lui à la portée de ses enfants. À la suite d'une enquête de la NBA dans le cadre de cette affaire, et poursuivi par la Justice américaine, le meneur des Wizards est alors suspendu pour une durée indéfinie, sans salaire. La suspension sera prolongée jusqu'à la fin de la saison 2009-2010.

### Possession de feux d'artifice illégaux
Le 27 juin 2013, Gilbert Arenas a été arrêté par le LAPD pour possession de feux d'artifice illégaux,.

### Jeux d'argent illégaux
Le 30 juillet 2025, Gilbert Arenas et cinq autres accusés, dont un membre haut placé d'un groupe mafieux israélien, ont été arrêtés aujourd'hui sur la base d'un acte d'accusation fédéral alléguant qu'ils exploitaient une entreprise de jeux d'argent illégale dans laquelle des parties de poker à enjeux élevés étaient jouées dans un manoir d'Encino appartenant à Gilbert Arenas,.
Gilbert Arenas fait face à trois chefs d'accusation : complot en vue d'exploiter une entreprise de jeux d'argent illégale, exploitation d'une entreprise de jeux d'argent illégale et fausses déclarations à des enquêteurs fédéraux.

## Palmarès
- Élu NBA Most Improved Player (joueur ayant le plus progressé en NBA) en 2003.
- Sélectionné dans le All-NBA Second Team en 2007.
- Sélectionné dans le All-NBA Third Team (troisième équipe type de la ligue) en 2005 et 2006.
- 3 sélections au NBA All-Star Game en 2005 et 2006 et titulaire pour le All-Star Game en 2007.
- MVP du Rookie Challenge en 2003 avec l'équipe des Sophomores.

## Records en NBA

### Sur une rencontre
Les records personnels de Gilbert Arenas en NBA sont les suivants, :
| Record de la franchise |

| Type de statistique        | Saison régulière | Saison régulière          | Saison régulière | Playoffs | Playoffs                 | Playoffs      |
| Type de statistique        | Record           | Adversaire                | Date             | Record   | Adversaire               | Date          |
| -------------------------- | ---------------- | ------------------------- | ---------------- | -------- | ------------------------ | ------------- |
| Points                     | 60               | @ Lakers de Los Angeles   | 17 décembre 2006 | 44       | @ Cavaliers de Cleveland | 3 mai 2006    |
| Paniers marqués            | 21               | @ Suns de Phoenix         | 22 décembre 2006 | 14       | 3 fois                   | 3 fois        |
| Paniers tentés             | 37               | @ Suns de Phoenix         | 22 décembre 2006 | 27       | Cavaliers de Cleveland   | 5 mai 2006    |
| Paniers à 3 points réussis | 8                | Lakers de Los Angeles     | 28 février 2004  | 6        | @ Cavaliers de Cleveland | 3 mai 2006    |
| Paniers à 3 points tentés  | 15               | 3 fois                    | 3 fois           | 12       | @ Bulls de Chicago       | 27 avril 2005 |
| Lancers francs réussis     | 23               | Warriors de Golden State  | 8 février 2006   | 14       | 2 fois                   | 2 fois        |
| Lancers francs tentés      | 27               | @ Lakers de Los Angeles   | 17 décembre 2006 | 19       | Heat de Miami            | 14 mai 2005   |
| Rebonds offensifs          | 5                | Timberwolves du Minnesota | 17 janvier 2003  | 2        | 6 fois                   | 6 fois        |
| Rebonds défensifs          | 10               | 3 fois                    | 3 fois           | 7        | @ Bulls de Chicago       | 24 avril 2005 |
| Rebonds totaux             | 12               | 3 fois                    | 3 fois           | 8        | @ Bulls de Chicago       | 24 avril 2005 |
| Passes décisives           | 16               | @ Pistons de Détroit      | 21 novembre 2010 | 14       | Heat de Miami            | 12 mai 2005   |
| Interceptions              | 8                | Kings de Sacramento       | 17 mars 2004     | 6        | @ Heat de Miami          | 8 mai 2005    |
| Contres                    | 3                | Cavaliers de Cleveland    | 10 février 2006  | 2        | Bulls de Chicago         | 30 avril 2005 |
| Balles perdues             | 12               | @ Heat de Miami           | 10 novembre 2009 | 6        | 2 fois                   | 2 fois        |
| Minutes jouées             | 53               | @ Pistons de Détroit      | 25 novembre 2005 | 53       | Cavaliers de Cleveland   | 5 mai 2006    |

- Double-double : 53 (dont 2 en playoffs)
- Triple-double : 4

### En carrière
- Seul joueur avec Kobe Bryant et Michael Jordan à avoir réalisé la performance d'inscrire 50 et 60 points dans la même semaine[réf. souhaitée].
- Joueur ayant passé le plus de temps sur les parquets de NBA lors de la saison 2005-2006 (3 384 minutes)[15].

## Pour approfondir
- Liste des joueurs de NBA avec 60 points et plus sur un match.
- Records des Wizards de Washington.